# Marijan Buljat
Marijan Buljat (ur. 12 września 1981 w Zadarze) – chorwacki piłkarz grający na pozycji prawego obrońcy lub pomocnika.
Buljat urodził się w Zadarze, ale karierę zaczynał w klubie z drugiej ligi, Mosor Žrnovnica. Zadebiutował w lidze jako 16-latek, jednak przez 2 lata grał tylko pojedyncze epizody. W 1999 roku zawodnik przeszedł do pierwszoligowej Rijeki. W ekstraklasie zadebiutował podczas sezonu 2000/2001 – 14 sierpnia 2001 w zremisowanym 0:0 wyjazdowym meczu z zespołem NK Hrvatski Dragovoljac. Na boisku pojawił się 13 razy i pomógł Rijece zająć 5. miejsce w lidze.
Po sezonie odszedł do drugoligowego niemieckiego zespołu SpVgg Greuther Fürth. Tam przez półtora sezonu nie rozegrał ani jednego ligowego spotkania i powrócił do ojczyzny. Trafił do drużyny NK Osijek. Stał się podstawowym zawodnikiem drużyny, z którą zajął 8. miejsce w sezonie 2002/2003 i 4. miejsce w 2003/2004. Latem 2004 podpisał kontrakt ze stołecznym Dinamem Zagrzeb, w barwach którego zdobył m.in. swoją pierwszą bramkę ligową (18 września 2005 w wygranych 4:0 derbach z NK Zagreb). W latach 2006–2008 wywalczył z Dinamem mistrzostwo Chorwacji. W 2007 i 2008 roku zdobył też Puchar Chorwacji.
W 2008 roku Buljat przeszedł do Hajduka Split. W 2010 roku sięgnął z nim po krajowy puchar.
W reprezentacji Chorwacji Buljat zadebiutował 1 marca 2006 roku w wygranym 3:2 meczu z reprezentacją Argentyny, kiedy to w 90 minucie zmienił Niko Kranjčara. Był bardzo bliski wyjazdu na finały Mistrzostwa Świata w Niemczech – był nawet w szerokiej 27-osobowej kadrze, ale selekcjoner Zlatko Kranjčar zdecydował się zostawić go w kraju.

## Kariera
| Sezon   | Klub                 | Kraj      | Rozgrywki            | Mecze | Bramki |
| ------- | -------------------- | --------- | -------------------- | ----- | ------ |
| 1997/98 | Mosor Žrnovnica      | Chorwacja | druga liga chorwacka | 2     | 0      |
| 1998/99 | Mosor Žrnovnica      | Chorwacja | druga liga chorwacka | 2     | 0      |
| 1999/00 | NK Rijeka            | Chorwacja | Prva HNL             | 0     | 0      |
| 2000/01 | NK Rijeka            | Chorwacja | Prva HNL             | 13    | 0      |
| 2001/02 | SpVgg Greuther Fürth | Niemcy    | 2. Bundesliga        | 0     | 0      |
| 2002/03 | SpVgg Greuther Fürth | Niemcy    | 2. Bundesliga        | 0     | 0      |
| 2002/03 | NK Osijek            | Chorwacja | Prva HNL             | 14    | 0      |
| 2003/04 | NK Osijek            | Chorwacja | Prva HNL             | 29    | 0      |
| 2004/05 | Dinamo Zagrzeb       | Chorwacja | Prva HNL             | 25    | 0      |
| 2005/06 | Dinamo Zagrzeb       | Chorwacja | Prva HNL             | 28    | 1      |
| 2006/07 | Dinamo Zagrzeb       | Chorwacja | Prva HNL             | 16    | 1      |
| 2007/08 | Dinamo Zagrzeb       | Chorwacja | Prva HNL             | 16    | 2      |
| 2008/09 | Hajduk Split         | Chorwacja | Prva HNL             | 29    | 0      |
| 2009/10 | Hajduk Split         | Chorwacja | Prva HNL             | 6     | 0      |
| 2010/11 | Hajduk Split         | Chorwacja | Prva HNL             | 2     | 0      |